# Kıraçtepe
Kıraçtepe ist ein Dorf im Landkreis Karlıova der türkischen Provinz Bingöl. Kıraçtepe liegt in Ostanatolien auf 1775 m über dem Meeresspiegel, ca. 12 km südwestlich von Karlıova.
Der ursprüngliche Name ist als Çevligişmen beim Katasteramt registriert.
1985 lebten 317 Menschen in Kıraçtepe. 2009 hatte die Ortschaft 165 Einwohner.
Anfang der 1990er Jahre überfiel die PKK einen Weiler von Kıraçtepe, tötete drei Personen und steckte deren Häuser in Brand. Auch 2008 kam es zu bewaffneten Zusammenstößen zwischen Sicherheitskräften und PKK in der Umgebung des Dorfes.